# Bibliothek des Trinity College

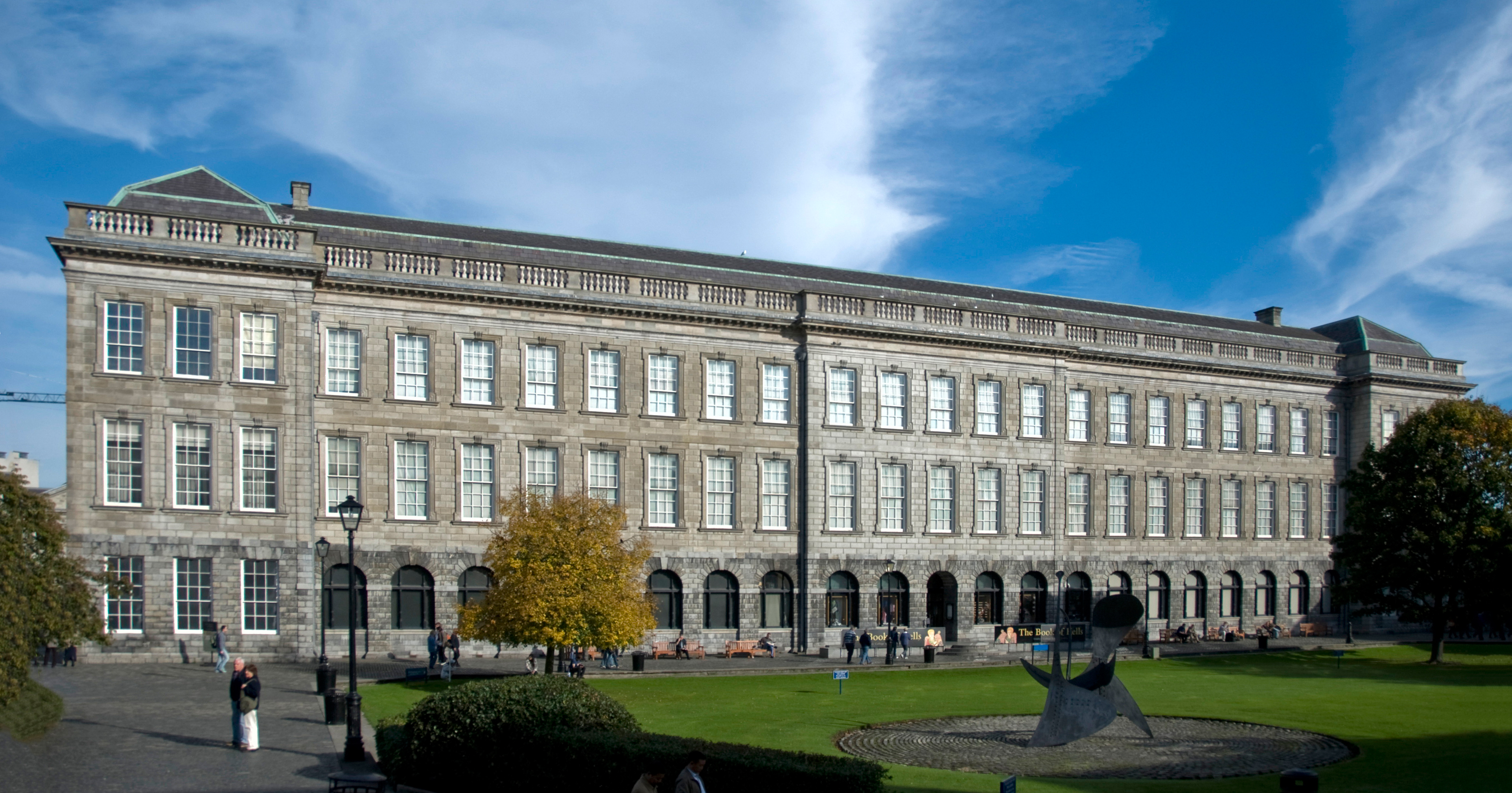
Gebäude der Alten Bibliothek des Trinity College.

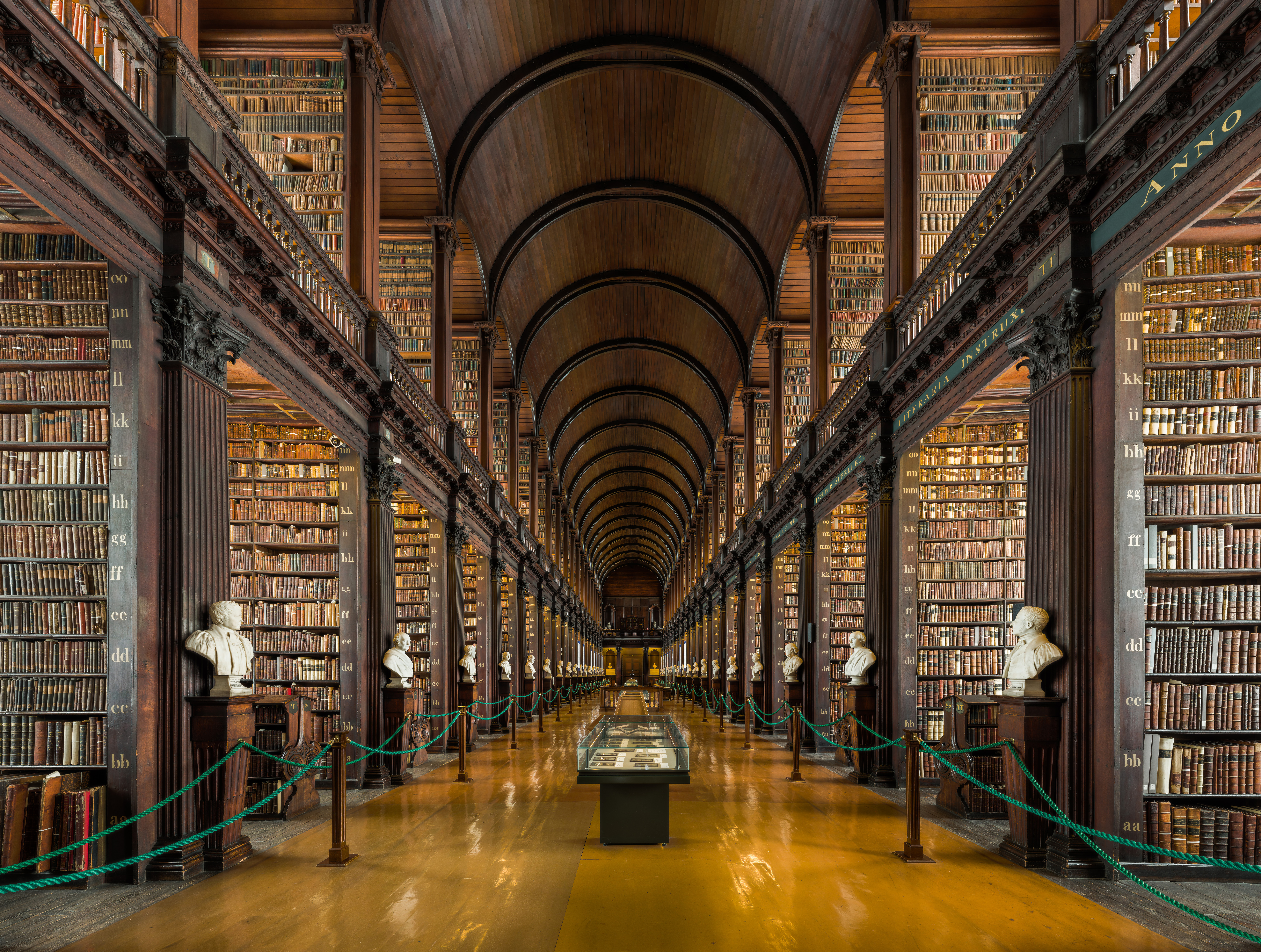
Der 1732 erbaute 64 Meter lange Long Room.

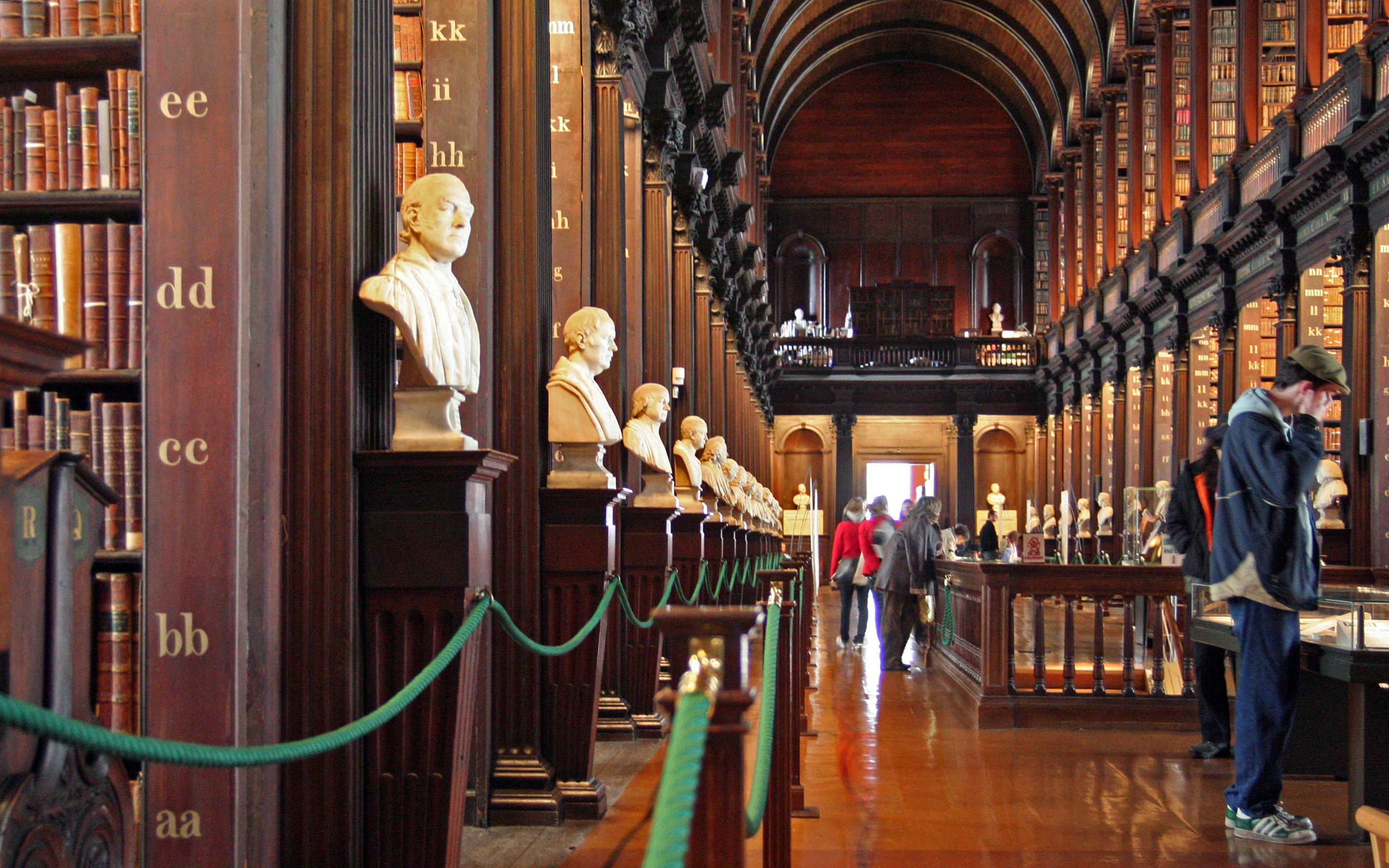
Der Long Room während der Öffnungszeit.

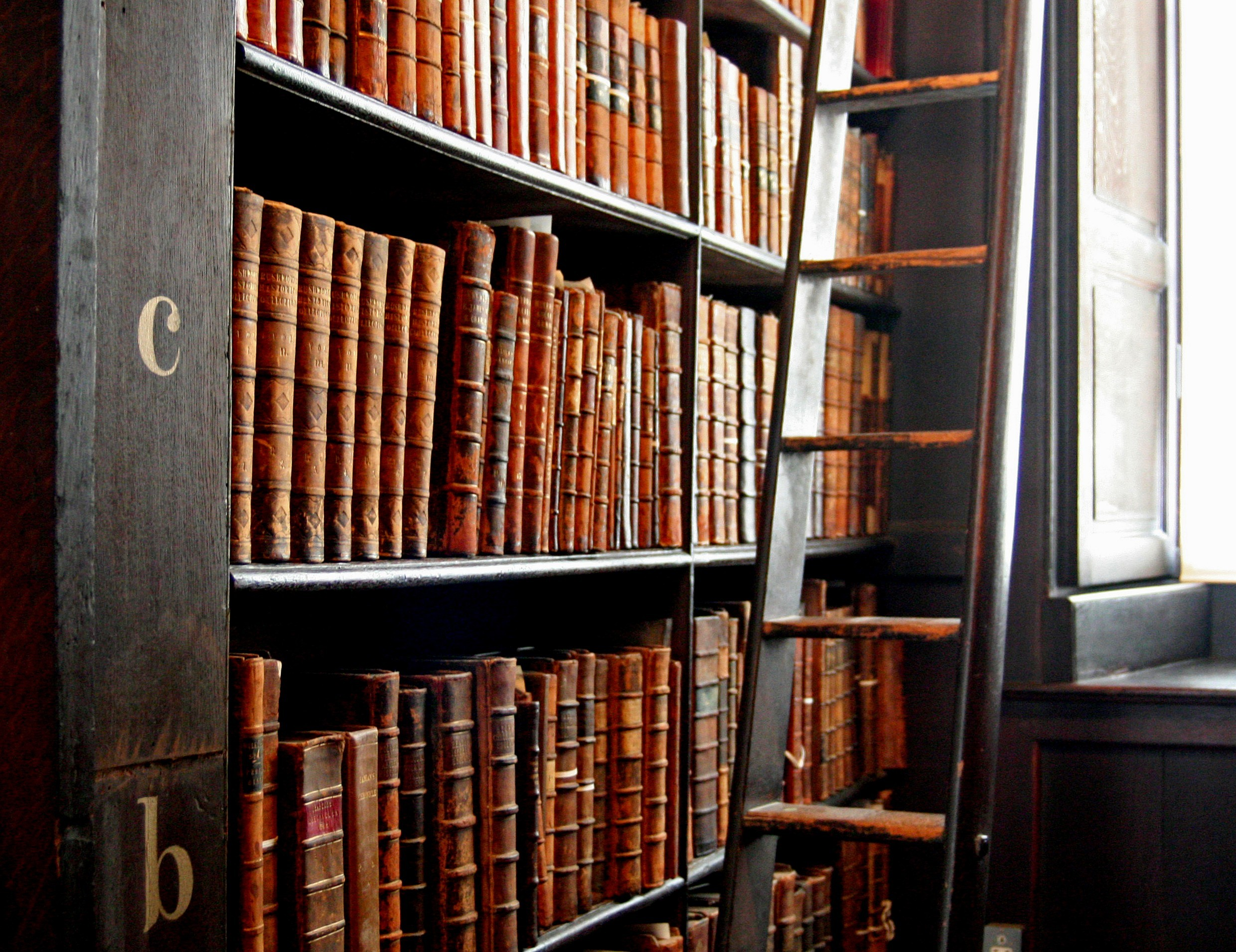
Worte in Holz und Leder. Bücherregal im Long Room.

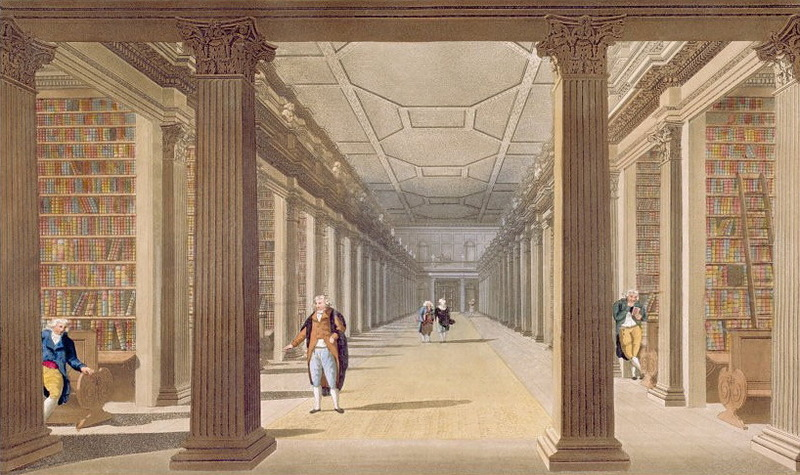
Der Long Room im 18. Jahrhundert. Aquarell von James Malton (1761–1803).

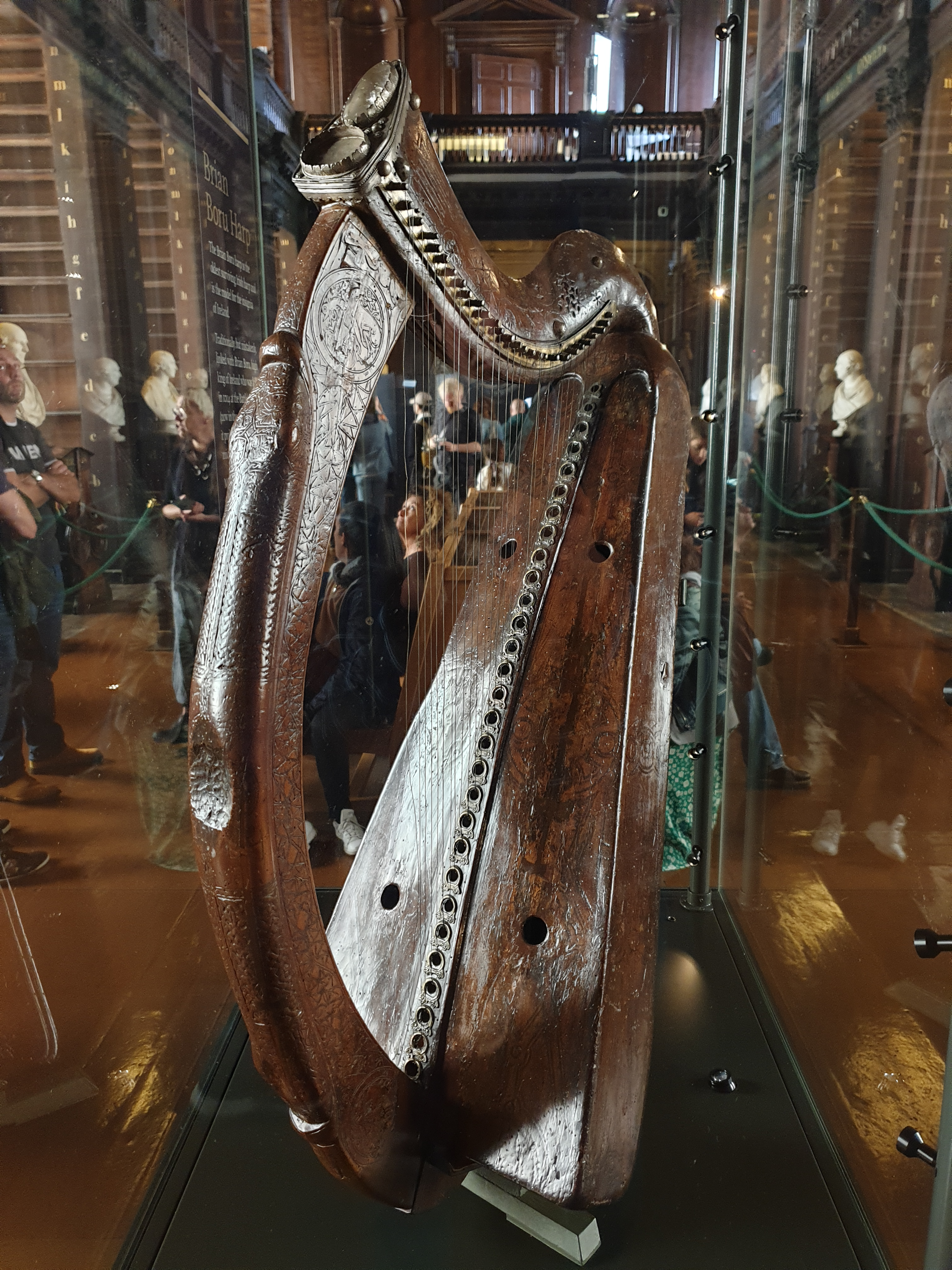
Keltische Harfe

Die Bibliothek des Trinity College Dublin (englisch Trinity College Library, Dublin; irisch Leabharlann Choláiste na Tríonóide, Baile Átha Cliath) ist die Universitätsbibliothek des 1592 gegründeten renommierten Trinity College in Dublin. Sie ist Irlands größte und eindrucksvollste Bibliothek und beherbergt 4,5 Millionen Bände sowie eine große Sammlung historischer Handschriften, Manuskripte, Inkunabeln und anderer früher Drucke der Bibel.

## Gebäude
Die Bibliothek hat sich im Laufe der Zeit auf mehrere Gebäude ausgedehnt, von denen sich vier auf dem Campus des Trinity College selbst und eines im St. James’s Hospital befinden:
- die Alte Bibliothek, die in sich vereinigt:
  - den Lesesaal für frühe Drucke
  - den Handschriftenlesesaal
- der Berkeley-Lecky-Ussher-Bibliothekskomplex (BLU) mit:
  - der Berkeley-Bibliothek
  - der Lecky-Bibliothek
  - der James-Ussher-Bibliothek (einschließlich des Multimediaareals)
  - der Glucksman-Kartenbibliothek mit Restaurierungsabteilung
- die Hamilton-Science-and-Engineering-Bibliothek
- der Lesesaal von 1937 (Nutzung nur durch akademisch Graduierte)
- die medizinische John-Stearne-Bibliothek (im St. James’s Hospital)

## Alte Bibliothek
Das bedeutendste der fünf Bibliotheksgebäude ist die zwischen 1712 und 1732 von Thomas Burgh (1670–1730), dem Chefingenieur und Generalinspekteur für Festungsanlagen des britischen Königs, erbaute Alte Bibliothek. Die Bücher wurden im Obergeschoss über einem offenen Säulengang platziert, um sie vor Feuchtigkeit bei Hochwasser zu schützen. Dort befindet sich noch heute der Hauptsaal, der Long Room, eine 64 Meter lange und 12 Meter breite holzgewölbte Halle. Er besteht aus einem Hauptgeschoss und einer Galerie. Bekrönt wird der Saal von einem imposanten Tonnengewölbe. Vor den Bücherregalen im Hauptgeschoss stehen Büsten von Männern, die wegen ihrer Gelehrsamkeit hochangesehen sind, um die Bibliothek zu schmücken, darunter diejenigen von Homer, Platon, Aristoteles, William Shakespeare, Isaac Newton oder Robert Boyle.
Die Halle hatte zur Erbauungszeit eine flache Gipsdecke. In jeder Regalnische waren Doppelbänke aufgestellt. Auch standen die Gelehrtenbüsten auf Höhe der Galerie, wie es ein Malton-Gemälde zeigt. 1858 musste die Bibliothek wegen Platzmangels vergrößert werden. Das Architektenbüro von Deane und Woodward schlug vor, die flache Decke zu entfernen, das Dachniveau zu erhöhen und eine tonnengewölbte Decke aus Eichenholz einzubauen. So konnte die Galerie mit höheren Bücherregalen ausgestattet werden. Die Büsten wurden dabei an ihren jetzigen Standort versetzt. 1891 mauerte man die Kolonnade im Erdgeschoss zu und ersetzte die offenen Bögen durch Fenster. Zwei Drittel des so gewonnenen Raumes wurden als Bücherlager genutzt. Seitdem ist das Aussehen des Gebäudes und des Long Rooms nahezu unverändert geblieben.
Neben den 200.000 ältesten Büchern der Bibliothek werden im Long Room auch interessante Gegenstände aus dem Besitz des Trinity College ausgestellt, darunter ein Exemplar der Oster-Proklamation zur Verkündung der Irischen Republik am 24. April 1916 und die kunstvoll geschwungene Keltische Harfe, die der Legende nach Eigentum des sagenumwobenen, 1014 in der Schlacht von Clontarf gefallenen Brian Boru gewesen sein soll, was aber nicht beweisbar ist, denn die Harfe ist nach derzeitigen Erkenntnissen erst rund 500 Jahre nach Borus Tod gebaut worden. Dennoch ist sie mit mindestens 500 Jahren die älteste Harfe in Irland; sie diente als Vorlage sowohl für das irische Staatswappen und das Symbol auf irischen Münzen – früher auf denen des Irischen Pfundes, jetzt auf den irischen Euromünzen – wie auch für das Guinness-Markenzeichen.
Das berühmteste Werk der Büchersammlung ist das Book of Kells, eines der schönsten Exemplare mit Buchmalereien versehener mittelalterlicher Handschriften, das um 800 n. Chr. verfasst wurde. Es wird in gesonderten Räumlichkeiten im Erdgeschoss des Bibliotheksgebäudes, den Colonnades, ausgestellt. Ähnlich wertvoll sind die Books of Durrow, Armagh und Dimma.
Anfang 2024 wurden die Bücher aus den Regalen im Long Room ausgeräumt, in Vorbereitung auf eine umfassende Renovierung der Alten Bibliothek, nicht zuletzt für einen besseren Brandschutz. 700.000 Bücher und Manuskripte sind seither ausgelagert.

## Copyright Library
Seit dem Act of Union 1800, der Vereinigung von Großbritannien mit Irland zum Vereinigten Königreich von Großbritannien und Irland am 1. Januar 1801, hat die Bibliothek des Trinity College als sogenannte Copyright Library ein Recht auf ein Pflichtexemplar aller in der heutigen Republik Irland sowie im Vereinigten Königreich erscheinenden Veröffentlichungen. Sie ist damit die einzige irische Bibliothek, die ein solches Recht auch für das Vereinigte Königreich besitzt. Dieses Pflichtexemplarrecht rührt aus dem britischen Urheberrechtsgesetz vom 16. Dezember 1911 (Copyright Act 1911), das auch der Bibliothek des Trinity College das Recht einräumte, vom Herausgeber ein Exemplar anzufordern. Obwohl Irland inzwischen längst ein selbständiger Staat ist, ist dieses Recht unverändert erhalten geblieben. Alle späteren britischen und irischen Bibliotheksgesetze haben die Bibliothek des Trinity College als gesetzliche Archivbibliothek bestätigt.
Nach dem derzeit gültigen britischen Legal Deposit Libraries Act 2003 besteht eine Abgabeverpflichtung nur an die Britische Nationalbibliothek in London. Die anderen fünf Archivbibliotheken – die Bodleian Library der Universität Oxford, die Universitätsbibliothek Cambridge, die Bibliothek des Trinity College Dublin, die Nationalbibliotheken von Wales und von Schottland – haben nur das Recht, vom Herausgeber innerhalb von zwölf Monaten nach der Veröffentlichung eine Kopie anzufordern, die dieser innerhalb eines Monats liefern muss. Die Koordinierung und Verteilung an alle fünf Bibliotheken übernimmt die Agency for the Legal Deposit Libraries (Ausschuss der gesetzlichen Archivbibliotheken).
Außerdem haben Herausgeber von in Irland veröffentlichten Werken nach dem irischen Copyright and Related Rights Act 2000 neben der Pflicht zur Abgabe an den Ausschuss der britischen Archivbibliotheken zusätzlich die Verpflichtung, Kopien an die irischen Archivbibliotheken – die National Library of Ireland, die Bibliothek des Trinity College in Dublin, die Bibliothek der University of Limerick, die Bibliothek der Dublin City University – und an die vier konstituierenden Universitäten der National University of Ireland zu liefern.